# Far Eastern Air Transport
Far Eastern Air Transport (chiń. 遠東航空; pinyin Yuǎndōng Hángkōng) – nieistniejąca tajwańska linia lotnicza z siedzibą w Tajpej. Obsługiwała połączenia regionalne z Tajpej i Kaohsiung. Głównym hubem był port lotniczy Tajpej-Songshan.
12 grudnia 2019 przewoźnik zaprzestał prowadzenia działalności operacyjnej.